# Mohamed Sinwar
Mohamed Ibrahim Hassan Sinwar (en árabe: محمد إبراهيم حسن السنوار‎; Jan Yunis, 16 de septiembre de 1975 - Al-Fukhari, 13 de mayo de 2025) fue un político y militar palestino, dirigente de las Brigadas de Ezzeldin Al-Qassam, el ala militar de Hamás.
Pasó varios años en cárceles israelíes en la década de 1990 y se convirtió en el líder de la Brigada Jan Yunis de Hamás en 2005. Se cree que después del asesinato de su hermano Yahya Sinwar, se ha convertido en el líder de facto de la organización palestina en la Franja de Gaza. Según medios israelíes fue el objetivo de un bombardeo israelí contra el Hospital Europeo de Gaza que mató al menos veintiocho personas y al menos otras cuarenta resultaron heridas. Unos días después, Netanyahu, afirmó que Sinwar había sido eliminado. Por su parte un alto oficial de Hamás aseguró que había sobrevivido al ataque.

## Biografía
Mohamed Sinwar nació en el campo de refugiados de Jan Yunis en 1975. Sus abuelos se vieron obligados a huir de Al-Majdal Asqalan (Ascalón) durante la guerra árabe-israelí de 1948. Se unió al movimiento militar de Hamás en 1991.
En 2005, se convirtió en el comandante de la brigada Jan Yunis de Hamás. Participó en el secuestro de Guilad Shalit en 2006, quien fue finalmente liberado en 2011 a cambio de la liberación de 1027 prisioneros palestinos, uno de los cuales era su hermano Yahya Sinwar.
Ha sido objeto de seis intentos de asesinato por parte de Israel en el pasado, el más reciente en mayo de 2021. En 2014 Israel anunció que había muerto durante el conflicto entre la Franja de Gaza e Israel de 2014, pero más tarde se descubrió que esa información era incorrecta. Sinwar, presuntamente, se había refugiado en los túneles que hay debajo de la Franja de Gaza.
La inteligencia israelí cree que Mohamed Sinwar es uno de los autores intelectuales del ataque de Hamás contra Israel del 7 de octubre de 2023. Israel lo ha convertido en uno de los hombres más buscados en su operación militar en Gaza y ofrece una recompensa de 300 000 dólares por información sobre su paradero. Se cree que fue un confidente cercano de su hermano, Yahya Sinwar, durante la guerra.
Tras la muerte de su hermano, al parecer controla las actividades militares y sigue siendo el líder de mayor rango de Hamás en la Franja de Gaza. Bajo su mando se produjeron nuevos e importantes esfuerzos de reclutamiento de combatientes y se incrementaron sustancialmente los ataques relámpago contra las fuerzas israelíes.
El 13 de mayo de 2025, las FDI lanzaron una serie de ataques aéreos contra el Hospital Europeo de Gaza matando a veintiocho personas e hiriendo a docenas. Los bombardeos tuvieron como objetivo la entrada del servicio de urgencias del Hospital Europeo, así como el patio de mantenimiento. El ejército de Israel confirmó el ataque y aseguró que el objetivo eran «operativos de Hamás» que supuestamente se encontraban «en un centro de mando y control subterráneo» debajo del centro hospitalario. Según la prensa israelí el objetivo del ataque era el líder de Hamás, Mohamed Sinwar, aunque se ignoraba si Sinwar estaba entre las víctimas. Hamás negó que tuviera instalaciones militares en el hospital y afirmó que el ataque israelí tenía como objetivo dejar el hospital fuera de servicio y agregó que «La ocupación ha utilizado repetidamente estas afirmaciones para destruir el sector médico y matar y aterrorizar a civiles inocentes».
Según el canal saudí Al-Hadath, el cuerpo de Sinwar fue recuperado del túnel junto con el de Muhammad Shabana, comandante de la Brigada Rafah de Hamás. El ministro de Defensa israelí, Israel Katz, afirmó que «no hay confirmación oficial, pero según todos los indicios, fue asesinado el sábado». El ejército israelí inició una investigación para tratar de confirmar la posible muerte de Sinwar. Mientras que el portavoz de Hamás en el Líbano, Osama Hamdan, negó que Sinwar hubiera muerto y afirmó que miembros de Hamás en la Franja de Gaza le habían dicho que todavía estaba vivo. El 28 de mayo de 2025, el primer ministro israelí, Benjamin Netanyahu, declaró que Sinwar había sido eliminado. El 31 de mayo, las FDI y el Shin Bet confirmaron que Sinwar había muerto en el ataque. El 8 de junio, las FDI afirmaron haber encontrado el cuerpo de Sinwar en un «túnel subterráneo debajo del hospital».

## Véanse también
- Marwan Issa
- Yahya Sinwar
- Mohamed Deif
- Izz al-Din al-Haddad